# 异硫氰酸三甲基硅酯
异硫氰酸三甲基硅酯是一种有机硅化合物，化学式为(CH3)3SiNCS。它可用于1,3,4-噁二唑的合成。

## 合成
它可由硫氰酸钠和三甲基氯硅烷在三氯甲烷中反应制得：